# Marigny-Brizay
Marigny-Brizay är en kommun i departementet Vienne i regionen Nouvelle-Aquitaine i västra Frankrike. Kommunen ligger i kantonen Neuville-de-Poitou som tillhör arrondissementet Poitiers. År 2018 hade Marigny-Brizay 1 309 invånare.

## Befolkningsutveckling
Antalet invånare i kommunen Marigny-Brizay
| Referens: INSEE |